# El party
El party è un singolo del rapper italiano Jake La Furia, pubblicato l'8 giugno 2017.

## Descrizione
Primo inedito uscito a distanza di un anno dall'album Fuori da qui, El party è stato prodotto da Marco Zangirolami e Big Fish e ha visto la partecipazione vocale di Alessio La Profunda Melodia, con il quale Jake La Furia aveva già collaborato per la realizzazione del singolo Me gusta.

## Tracce
1. El party (featuring Alessio La Profunda Melodia) – 3:31

## Classifiche
| Classifica (2017) | Posizione |
| ----------------- | --------- |
| Italia            | 6         |